# Ettore Bassi
Ettore Bassi (Bari, 16 aprile 1970) è un attore e conduttore televisivo italiano.

## Biografia
Appassionato di magia fin da piccolo, studia per diventare prestigiatore e da adolescente comincia a lavorare come animatore nei villaggi turistici in Sardegna, tra i quali Cugnana Verde. A 19 anni frequenta la scuola di recitazione Tangram - Teatro di Torino e successivamente frequenta i laboratori con Beatrice Bracco e Michael Margotta. Per dedicarsi allo spettacolo, abbandona anche la Facoltà di Architettura all'Università. Nel 1991 partecipa al programma Piacere Raiuno e l'anno successivo a Il più bello d'Italia, condotto da Patrizia Rossetti su Rete 4, vincendo il titolo come miglior talento. Nel 1993 esordisce come conduttore nel programma La Banda dello Zecchino. Nel 1994 esordisce come attore nella miniserie TV Italian Restaurant, regia di Giorgio Capitani. Da quel momento e per diversi anni alterna il lavoro di conduttore a quello di attore.
Nel 1996 recita nella serie TV I ragazzi del muretto 3, trasmessa su Rai 2, e conduce Zap Zap su Tmc; l'anno successivo interpreta il ruolo del carabiniere Gabriele Perna nella soap opera di Rai 3, Un posto al sole. Nel 2000 al fianco di papa Giovanni Paolo II presenta in mondovisione su Rai 1 la Giornata Mondiale della Gioventù del Giubileo. Dal 2001 è nel cast della serie TV di Rai 1, Casa famiglia, regia di Riccardo Donna. Diventa noto interpretando, dal 2002 al 2005, il ruolo del maresciallo Andrea Ferri nella serie TV di Canale 5, Carabinieri. Nel 2003 vince la Telegrolla d'oro, come miglior attore di fiction per Carabinieri 2 e Casa famiglia 2. Nel 2005 riceve il Premio Agesp per la miglior fiction TV al Busto Arsizio Film Festival. 
Nel 2006 recita da coprotagonista nel film Per non dimenticarti, regia di Mariantonia Avati. Dal 2006 al 2007 interpreta nella serie TV Nati ieri, trasmessa su Canale 5 e Rete 4, il ruolo del pediatra Corrado Milani, portando a questo personaggio delle cose sue come i giochi di prestigio da fare ai bambini. Nel 2007, accanto a Giuseppe Fiorello, veste i panni di Giorgio Piromallo nella miniserie TV di Rai 1, Giuseppe Moscati - L'amore che guarisce, diretta da Giacomo Campiotti. Nello stesso anno interpreta San Francesco nella miniserie TV di Rai 1, Chiara e Francesco, regia di Fabrizio Costa. Per questa interpretazione nel 2008 riceve il Premio internazionale Sant'Antonio per la categoria Televisione.
Nel 2009 recita nella miniserie TV di Rai 1, Bakhita - La santa africana, diretta da Giacomo Campiotti. Nello stesso anno interpreta sempre su Rai 1 il ruolo del protagonista nella miniserie TV Mal'aria, regia di Paolo Bianchini, ispirata all'omonimo romanzo di Eraldo Baldini. Nel 2010 recita nel ruolo del Presidente della Corte nel film TV di Rai 1, Il sorteggio, regia di Giacomo Campiotti, ed è tra i protagonisti della miniserie TV di Rai 1, Sotto il cielo di Roma, diretta da Christian Duguay. Dal 2010 al 2011 gira la quattordicesima e la quindicesima stagione della serie TV poliziesca Rex (ovvero la quarta e la quinta stagione di produzione italiana), dove interpreta da protagonista il ruolo del commissario Davide Rivera. Entrambe le stagioni sono messe in onda in Italia su Rai 2 nel 2013.
Nel 2014 è nel cast del film Maldamore di Angelo Longoni. Negli anni 2014 e 2015 recita su Rai 1 nella miniserie TV Un matrimonio, regia di Pupi Avati, nel film TV A testa alta - I martiri di Fiesole, regia di Maurizio Zaccaro, nelle serie TV Fuoriclasse ed È arrivata la felicità. Negli stessi anni conduce su Rai Premium il programma Acchiappo i sogni. Nel 2015 insieme alle sue figlie conduce su Sky Gambero Rosso il programma Quando mamma non c'è.
Per il teatro ha recitato negli spettacoli Il muro, una piccola opera rock ispirata alle musiche dei Pink Floyd, scritta e diretta da Angelo Longoni, Trappola mortale di Ennio Coltorti, per cui nel 2015 vince il Premio Charlot Teatro, L'amore migliora la vita di Angelo Longoni e veste i panni di Angelo Vassallo in un monologo teatrale Il sindaco pescatore, diretto da Enrico Maria Lamanna. Nel 2016 riceve il Premio Città di Monopoli per la categoria Spettacolo.
Nel 2017 recita da coprotagonista nella serie TV poliziesca-fantastica La porta rossa, diretta da Carmine Elia e trasmessa da Rai 2. Nello stesso anno è in scena con The Bodyguard - Guardia del corpo, il Musical, in cui interpreta il ruolo di Frank Farmer, che nell'originale cinematografico del 1992 fu di Kevin Costner. Allo stesso tempo comincia a lavorare come insegnante in varie scuole di formazione per attori.
Dal 30 marzo 2019 partecipa come concorrente allo show televisivo Ballando con le stelle, presentato da Milly Carlucci, in coppia con la maestra di danza Alessandra Tripoli, dove riesce ad arrivare in finale e a classificarsi secondo. Fa parte della giuria dell'Ariano International Film Festival.
Nel 2000 si lega alla grafica del web Angelica Riboni che ha poi sposato nel 2009. Dal loro matrimonio sono nate tre figlie: Caterina (2002), Olivia (2004) e Amelia (2013). Nel 2016 i due hanno avviato la separazione.

## Filmografia

### Cinema
- Quello che le ragazze non dicono, regia di Carlo Vanzina (2000)
- La regina degli scacchi, regia di Claudia Florio (2001)
- Promessa d'amore, regia di Ugo Fabrizio Giordani (2004)
- Taxi Lovers, regia di Luigi Di Fiore (2005)
- Per non dimenticarti, regia di Mariantonia Avati (2006)
- Questa notte è ancora nostra, regia di Paolo Genovese e Luca Miniero (2008)
- La vita dispari, regia di Luca Fantasia (2011)
- Maldamore, regia di Angelo Longoni (2014)
- Finché giudice non ci separi, regia di Toni Fornari e Andrea Maia (2018)

### Televisione
- Italian Restaurant, regia di Giorgio Capitani – serie TV, episodio 1x06 (1994)
- I ragazzi del muretto – serie TV, 24 episodi (1996)
- Il maresciallo Rocca, regia di Lodovico Gasparini – serie TV, 1 episodio (1996)
- Un posto al sole – soap opera (1997)
- Un medico in famiglia – serie TV, episodio 1x27 (1999)
- Casa famiglia, regia di Riccardo Donna – serie TV (2001-2003)
- Carabinieri – serie TV (2002-2005)
- San Pietro, regia di Giulio Base – miniserie TV (2005)
- Giovanni Paolo II, regia di John Kent Harrison – miniserie TV (2005)
- 1200° - La verità in fondo al tunnel (Der Todestunnel - Nur die Wahrheit zählt), regia di Dominique Othenin-Girard – film TV (2005)
- Nati ieri, regia di Carmine Elia, Paolo Genovese e Luca Miniero – serie TV (2006-2007)
- Giuseppe Moscati - L'amore che guarisce, regia di Giacomo Campiotti – miniserie TV (2007)
- Chiara e Francesco, regia di Fabrizio Costa – miniserie TV (2007)
- Ne parliamo a cena, regia di Edoardo Leo (2008)
- Bakhita - La santa africana, regia di Giacomo Campiotti – miniserie TV (2009)
- Mal'aria, regia di Paolo Bianchini – miniserie TV (2009)
- Il sorteggio, regia di Giacomo Campiotti – film TV (2010)
- Sotto il cielo di Roma, regia di Christian Duguay – miniserie TV (2010)
- Rex – serie TV (2012-2013)
- Un matrimonio, regia di Pupi Avati – miniserie TV, episodio 1x06 (2014)
- Fuoriclasse, regia di Riccardo Donna e Tiziana Aristarco – serie TV (2014-2015)
- A testa alta - I martiri di Fiesole, regia di Maurizio Zaccaro – film TV (2014)
- È arrivata la felicità, regia di Riccardo Milani e Francesco Vicario – serie TV (2015)
- Boris Giuliano - Un poliziotto a Palermo, regia di Ricky Tognazzi – miniserie TV (2016)
- La porta rossa, regia di Carmine Elia – serie TV, 18 episodi (2017-2019)
- L'isola di Pietro, regia di Giulio Manfredonia – serie TV (2018)
- Svegliati amore mio, regia di Simona Izzo e Ricky Tognazzi – miniserie TV (2021)
- Noi siamo leggenda, regia di Carmine Elia – serie TV, 12 episodi (2023)

### Cortometraggi
- Io ti voglio bene assai, regia di Fernando Muraca (2006)
- Pentito, regia di Marcello Conte (2006)
- Sali e Tabacchi, regia di Fabio Di Credico e Tommy Dibari (2006)
- Detenuto senza colpa, regia di Andrea Costantini (2015)
- Stage & Race, regia di Paolo Sponzilli (2022)
- Quando soffia il vento, regia di Mauro Cerminara (2023)

### Doppiaggio
- Mark Consuelos in American Horror Story

## Teatro
- Uno sguardo dal ponte, regia di Teodoro Cassano (1996/1998)
- Adorabili amici di Carole Greep, regia di Patrick Rossi Gastaldi (2008)
- La grande cena, regia di Camilla Cuparo (2009)
- Banda (dis)armata, regia di Roberto Marafante (2010)
- Il muro, regia di Angelo Longoni (2013)
- Trappola mortale, regia di Ennio Coltorti (2013/2015)
- L'amore migliora la vita, regia di Angelo Longoni (2015/2017)
- Il sindaco pescatore, regia di Enrico Maria Lamanna (2015/2019)
- Miles Gloriosus, regia di Cristiano Roccamo (2016)
- The Bodyguard - Guardia del corpo, il Musical, regia di Federico Bellone (2017)
- Anfitrione, regia di Cristiano Roccamo (2017)
- Pseudolo, regia di Cristiano Roccamo (2018)
- Mi amavi ancora..., regia di Stefano Artissunch (2019)
- L'attimo fuggente, regia di Marco Iacomelli (2019)
- Trappola per topi, regia di Giorgio Gallione (2024)

## Programmi televisivi
- Piacere Raiuno (Rai 1, 1991-1992)
- Il più bello d'Italia (Rete 4, 1992) – concorrente/vincitore
- Buon pomeriggio (Rete 4, 1992)
- A casa nostra (Rete 4, 1992-1993)
- Domenica... A casa nostra (Rete 4, 1992-1993)
- La Banda dello Zecchino (Rai 1, 1993, 1999-2001)
- Tutti a casa (Rai 1, 1994)
- Disney Club (Rai 1, 1994-1995)
- Zap Zap (Telemontecarlo, 1996, 1998-1999)
- Zecchino d'Oro (Rai 1, 2000-2001)
- La festa della mamma (Rai 1, 2000-2001)
- Buon Natale a tutto il mondo (Rai 1, 2001)
- Concerto di primavera (Rai 1, 2001-2002)
- Luce del mondo, sale della terra (Rai 1, 2002)
- Ma che domenica! (Rai 1, 2001-2002)
- Ma che domenica? E' Sabato! (Rai 1, 2001-2002)
- Cosa non farei (Rete 4, 2004)
- Acchiappo i sogni (Rai Premium, 2014-2015)
- Quando mamma non c'è (Sky Gambero Rosso, 2015)
- Ballando con le stelle (Rai 1, 2019) – concorrente

## Riconoscimenti
- 2003 – Telegrolla d'oro – Premio come miglior attore di fiction per Carabinieri 2 e Casa famiglia 2
- 2005 – Premio Agesp per la miglior fiction TV al Busto Arsizio Film Festival
- 2008 – Premio internazionale Sant'Antonio per la categoria Televisione, per l'interpretazione di San Francesco nella fiction Chiara e Francesco
- 2015 – Premio Charlot Teatro per lo spettacolo Trappola Mortale